# Біллі Г'юз
Вільям Морріс «Біллі» Г'юз (англ. William Morris "Billy" Hughes; 25 вересня 1862 — 28 жовтня 1952) — австралійський політичний діяч, сьомий Прем'єр-міністр Австралії з 1915 до 1923.
Протягом його 51-річної федеральної парламентської кар'єри (і ще сім років до цього у колоніальному парламенті) Г'юз змінив партії п'ять разів: від Лейбористської (1901—1916), Національної (1916—1917), Націоналістичної (1917—1930), Австралійської (1930—1931), Об'єднаної Австралії (1931—1944) до Ліберальної (1944—1952). Він був однією з найяскравіших та неоднозначних постатей у австралійській політичній історії.

## Перші роки
Вільям Морріс Г'юз народився у Лондоні 25 вересня 1862 у валлійській родині. Його батько, Вільям Г'юз, був родом з Англсі, Північний Уельс, народився приблизно 1825. Він був дияконом Особливої Баптистської церкви, і за фахом — столяр. Його мати, Джейн Морріс, була дочкою фермера. Вільям Г'юз був єдиною дитиною в сім'ї. Після смерті його матері він деякий час прожив в Уельсі. Коли Г'юзу було 14 років, він повернувся до Лондону.
У жовтні 1884 Г'юз мігрував до Австралії, де працював чорноробом, садівником і кухарем. 1886 року він приїхав до Сіднея, оселився в пансіоні і уклав цивільний шлюб з дочкою своєї хазяйки, Елізабет Куттс.

## Рання політична кар'єра
У 1894 Г'юз за результатами виборів пройшов до Законодавчих зборів Нового Південного Уельсу. У цей період Г'юз вивчив право і здобув спеціальність адвоката у 1903. На відміну від більшості робітників він був палким прихильником федерації.

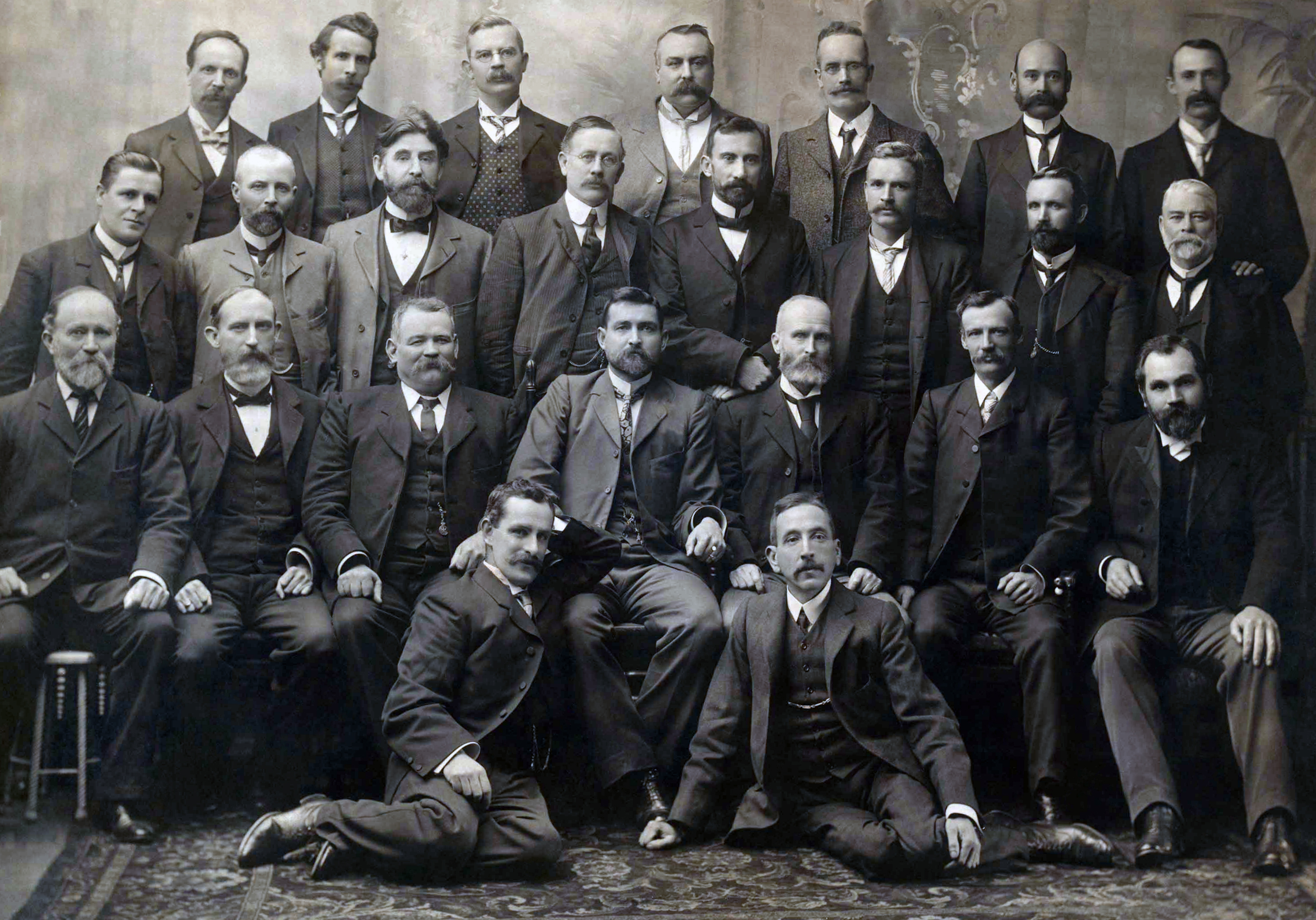
Групове фото членів лейбористської партії після виборів 1901

У 1901 Г'юза було обрано до першого федерального парламенту.
Він займав пост міністра Зовнішніх відносин в уряді Кріса Вотсона. Також він був Генеральним прокурором в урядах Ендрю Фішера у 1908-09, 1910-13 и 1914-15.

## Прем'єр-міністр 1915-16
Після федеральних виборів 1914 року Ендрю Фішер зіткнувся з посиленим тиском з боку амбіційного Г'юза, який хотів, щоб Австралію було визнано на світовій арені. У 1915 з причини погіршення стану здоров'я Фішер пішов у відставку, а його місце зайняв Г'юз. Він був прихильником участі Австралії у Першій світовій війні.
15 вересня 1916 керівник NSW (Політична лейбористська Ліга), Франк Тюдор виключив Г'юза з Лейбористської партії після того, як Г'юз проголосив свою найяскравішу політичну промову «Хто думає, як я, нехай слідує за мною.» Декілька років по тому Г'юз сказав, «Не я покинув Лейбористську партію, це партія покинула мене.»

## Прем'єр-міністр 1916-23
Через декілька місяців Г'юз та лідер Ліберальної партії Джозеф Кук прийняли рішення про створення нової Націоналістичної партії. За результатами федеральних виборів 1917 року Г'юз разом з націоналістами здобули значну перемогу. На повторних виборах 1917 він знов вийшов переможцем ще з більшим відривом. Тоді Г'юз отримав вотум довіри, та, оскільки інших кандидатів на пост прем'єра не було, Генерал-губернатор негайно повторно уповноважив його зайняти цю посаду.

### Г'юз відвідує Паризьку мирну конференцію
У 1919 Г'юз та колишній Прем'єр-міністр Джозеф Кук поїхали до Парижу, щоб відвідати мирну конференцію у Версалі. Він перебував там протягом 16 місяців та, зрештою, поставив свій підпис під Версальським мирним договором від імені Австралії. Цей договір став першою міжнародною угодою, яку підписала Австралія. У цей час Г'юз часто стикався з президентом Вільсоном, який змалював його як 'шкідливого шибеника'.

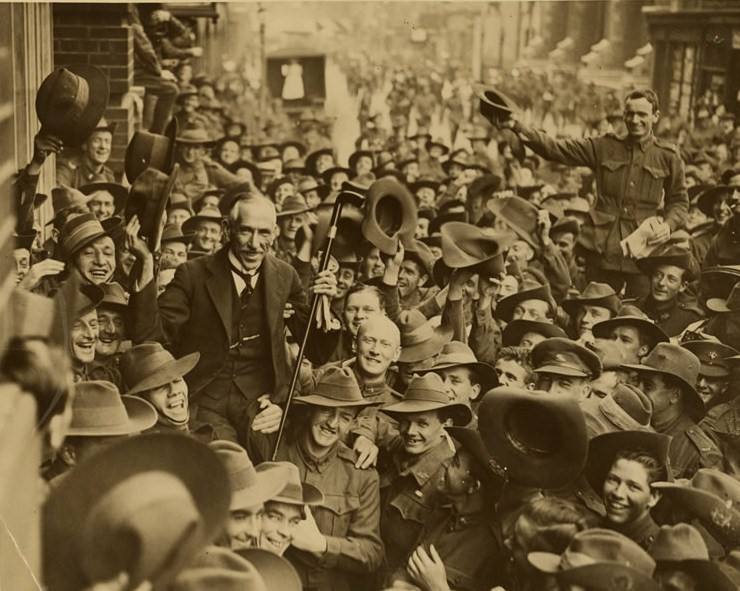
Австралійські солдати несуть Г'юза вулицями Сіднея після його повернення з Парижа.

Г'юз висунув вимогу, щоб Австралія мала незалежне членство у новоствореній Лізі Націй. Г'юз зберіг свою популярність і у грудні 1919 його уряд було успішно переобрано.
Протягом декількох місяців після початку війни у 1914 Японія, Австралія і Нова Зеландія захопили всі німецькі володіння у Південно-східному Тихому океані. І хоча Японія захопила німецькі володіння з благословення британців, Г'юз був занепокоєний такою політикою. У 1919 на Мирній Конференції лідери Нової Зеландії, Південної Африки і Австралії обговорили розподіл німецьких володінь: німецького Самоа, німецької Південно-Західної Африки та німецької Нової Гвінеї. Японія ж отримала контроль над захопленими німецькими володіннями на північ від екватору.

### Політичне затемнення
Після 1920 політичне становище Г'юза погіршилось. Багато з його однопартійців ніколи не довіряли йому, оскільки вважали, що в глибині душі той все ще лишається соціалістом, але все ж підтримували його з однією лише метою — не допустити у владу лейбористів.
Нову Аграрну партію (тепер Національна партія Австралії) було створено з метою захисту інтересів фермерів, незадоволених аграрною політикою Націоналістів. Після федеральних виборів 1922 року націоналісти втратили свою більшість. Лідер Аграрної партії Ерл Пейдж вирішив створити коаліцію з націоналістами, але за умови, що ні він, ані його партія не будуть працювати під керівництвом Г'юза. Під тиском правого крила своєї власної партії Г'юз змушений був піти у відставку у лютому 1923.
Г'юз був розлючений такою зрадою і виношував свою образу до 1929. Коли Г'юза було виключено з націоналістичної партії, він сформував свою нову, Австралійську партію. У 1931 він закопав сокиру війни із своїми колишніми колегами і вступив до нової партії Об'єднана Австралія (UAP) під лідерством Джозефа Лайонса.

## Політичне відродження
У 1934 він став міністром охорони здоров'я в уряді Лайонса. Між 1934 і 1941 Г'юз також займав пости міністра флоту, науки, промисловості, а також Генерального прокурора в урядах Джозефа Лайонса та Роберта Мензіса.
У 1937 він був змушений піти з уряду після публікації своєї книги, у якій було висловлено різке незадоволення британською політикою відносно німецького переозброєння та військових дій Японії у Китаї. UAP провалила федеральні вибори 1940 і Мензіс був змушений піти у відставку. У жовтні 1941 до влади прийшла Лейбористська партія на чолі з Джоном Кертіном. Тоді Мензіс залишив і пост лідера UAP, і Г'юза у віці 79 років було обрано лідером партії.

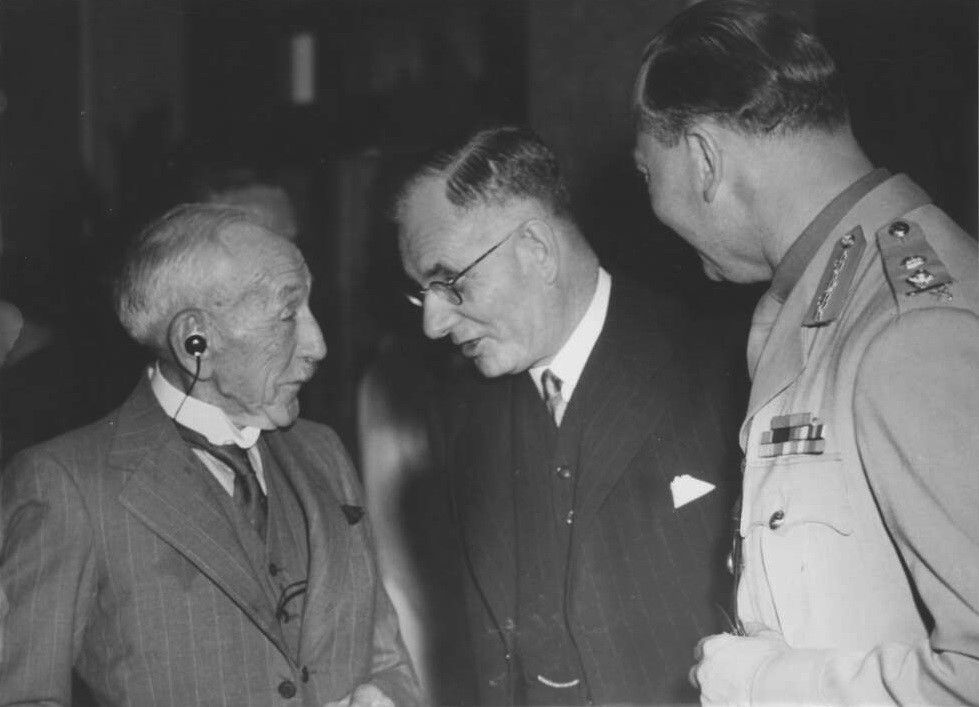
Біллі Г'юз, Джон Кертін і Генерал-губернатор Австралії принц Генрі у Канберрі, 1945

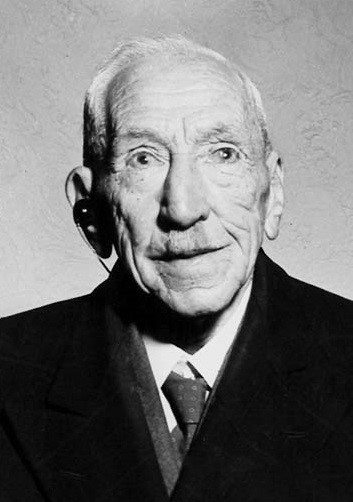
Біллі Г'юз у 1945 у віці 83 років

1944 Роберт Мензіс сформував нову Ліберальну партію Австралії, до якої вступив і Г'юз. Він залишався членом парламенту до самої смерті у жовтні 1952. За загальним підрахунком Г'юз був членом Палати представників упродовж 51 року і семи місяців, а якщо врахувати його діяльність у колоніальному парламенті Нового Південного Уельсу, то й усі 58 років. Він був останнім членом першого австралійського Парламенту, обраного 1901, який був членом Палати до самої смерті.

## Смерть
Г'юз помер 28 жовтня 1952 (у віці 90 років) у власному будинку у одному з передмість Сіднея. 1958 року померла його вдова Мері Г'юз.